# Abadía de Altmünster
La abadía de Altmünster era un monasterio benedictino en la meseta Altmünster, entre las calles de Fishmarket y Clausen de la ciudad de Luxemburgo .   
Fue fundada en 1083 por Conrado I, conde de Luxemburgo como monasterio privado y centro religioso de su condado. Los monjes vinieron de las abadías de Saint-Airy y Saint-Vanne en Verdun. El hijo de Conrad, el conde William, dedicó la abadía a Nuestra Señora (Notre Dame) en 1123, pero para los habitantes de la zona siguió siendo conocida como Mënster (en alemán: Münster, que significa iglesia del monasterio o cualquier edificio de una iglesia grande). En este período, el monasterio también fue puesto directamente bajo el control del Papa, de modo que ni Saint-Vanne ni las autoridades seculares pudieron interferir con él. 
La escuela del monasterio recibió más tarde el monopolio sobre la educación en la ciudad de Luxemburgo y su área de captación llegó hasta el Condado de Bar. A los niños se les enseñaba los idiomas francés y alemán, entre otras cosas. 
Hasta el reinado de Enrique IV todos los Condes de Luxemburgo fueron enterrados aquí.  Carlos IV revivió esta tradición y construyó una tumba monumental aquí para su padre, Juan de Bohemia. 
La destrucción de la abadía probablemente fue ordenada por el rey francés Francisco I, que ocupó la ciudad el 11 de septiembre de 1543 durante la guerra italiana de 1542-46, y probablemente quiso impedir que las tropas de Carlos V, el sagrado emperador romano, ocuparan la abadía durante el siguiente asedio. 
Antes de que se destruyera el monasterio, el abad Johannes Harder llevó todos los objetos de valor a Trier para su seguridad.  Los restos de Juan de Bohemia fueron llevados a una iglesia franciscana en lo que hoy es la Plaza Guillermo II . 
Los benedictinos se mudaron al Hospicio de San Juan, hasta que se abrió una nueva abadía en 1606 bajo el abad Petrus Roberti, no muy lejos de la antigua en el barrio de Grund. El monasterio original (münster) se convirtió así en el Altmünster, y el nuevo se convirtió en la abadía de Neumünster. 